# NTC Dunajská Lužná
NTC Dunajská Lužná – stadion piłkarski w Dunajskiej Lužni, na Słowacji. Został wybudowany w latach 1969–1972. Może pomieścić 1500 widzów. Swoje spotkania rozgrywają na nim piłkarze klubu OFK Dunajská Lužná.
Stadion został wybudowany w latach 1969–1972. Poprzedni obiekt, tzw. „Jama”, który służył od czasów międzywojennych, był często zalewany przez powódź. Największe zasługi w powstaniu nowego stadionu mieli Jozef Straka, Milan Harušťák i Ondruš Koloman. Początkowo nowy stadion posiadał bieżnię lekkoatletyczną, która z czasem zarosła trawą, a ostateczny jej kres położyła budowa boiska treningowego obok głównej płyty boiska na początku XXI wieku. Obiekt służył głównie piłkarzom, ale organizowano na nim też inne wydarzenia, jak dożynki czy spartakiady. W latach 2013–2014 stadion został zmodernizowany, m.in. obok głównej trybuny dobudowano drugą, o podobnych rozmiarach. Po modernizacji obiekt stał się jednym z narodowych centrów treningowych (NTC) słowackiego związku piłki nożnej i ma służyć rozwojowi piłki kobiecej oraz młodzieżowej. W sezonie 2015/2016 drużyna gospodarzy, OFK Dunajská Lužná, występowała w II lidze.